# Američki nogomet
Američki nogomet (engl. American  football) je natjecateljski timski šport izrazito popularan u Sjedinjenim Američkim Državama. Cilj igre je prenijeti loptu (football) prema završnoj zoni protivničkog tima (endzone) i tako osvojiti bodove. Lopta se prenosi tako što se nosi uza sebe (rushing), ili bacanjem i dodavanjem od jednog do drugog člana vlastitog tima (passing). Bodovi se mogu osvojiti na različite načine, uključujući prenošenje lopte preko gol-crte, bacanjem lopte igraču koji je prešao gol-crtu (što je u jednom i drugom slučaju polaganje/touchdown) ili šutiranjem kroz vratnice gola (field goal). Pobjednik je tim koji ima najviše bodova nakon isteka vremena.
Američki nogomet se razvio od ragbija u SAD krajem 19. stoljeća. U susjednoj Kanadi se u isto vrijeme razvio i kanadski football koji se u nekim pravilima razlikuje od američkog. 
Iako je prva profesionalna utakmica američkog nogometa odigrana još 1895. godine, taj je šport tek sredinom 20. stoljeća počeo stjecati svoju današnju popularnost. 1960-ih je po broju gledatelja uspio premašiti dotada najpopularniji šport, Baseball.
Američki nogomet je prilično zahtjevan šport, koji pred igrače stavlja velike fizičke napore. Također je poznat kao prilično nasilan šport, iako su desetljećima uvođena pravila s ciljem da se ograniči mogućnost ozljeda. Zbog toga su igrači opremljeni i sa zaštitnom opremom koja ih štiti od ozbiljnijih povreda.
Uz američku profesionalnu ligu NFL, američki nogomet je tradicionalno prisutan na koledžima i univerzitetima, ali i u srednjim školama. Srednjoškolski timovi često predstavljaju ponos malih provincijskih gradova te se život u njima često vrti oko lokalnih utakmica.
Američki nogomet je s vremenom počeo širiti svoju popularnost van američkih granica, pa je tako 1990-ih NFL osnovao posebnu europsku ligu NFL Europa koja je ugašena 2007. godine kako bi se stavio veći fokus na populariziranje samog NFL-a u Europi, pa će tako ove godine po prvi puta u povijesti NFL jednu svoju utakmicu u regularnoj sezoni odigrati na Europskom tlu a još više njih se očekuje u budućnosti.
Šport je ime dobio po veličini same lopte, tj. 1 foot (1 stopa), pa se stoga naziva football. U Europi je u mnogo slučajeva krivo preveden kao nogomet, dok sam šport nema veze sa samim nogometom, nego je sličniji europskom rugbyju. Stoga često dolazi do drugog krivog termina u kojem se američki nogomet u našim krajevima naziva jednostavno rugby, ali i to je potpuno krivo jer se ipak radi o različitim športovima. 

## Pravila

### Općenita pravila
Svaki tim ima na raspolaganju 54 igrača od kojih za jednu utakmicu može prijaviti 45, a na samom terenu svaka ekipa broji po 11 igrača. Tim koji ima loptu u posjedu predstavlja napad (engl. offense) i njihov je cilj da trčanjem (engl. rushing) ili dodavanjem (engl. passing) unesu loptu u protivničku end zonu ili da šutiraju loptu između dviju vratnica, tj. da zabiju gol. Ako iz četiri pokušaja napad ne uspije prijeći 10 jardi on gubi posjed lopte. Drugi tim, odnosno obrana nastoji zaustaviti napadački tim i natjerati ga da im prepusti posjed lopte. Kada napadački tim postigne pogodak ili izgubi loptu, uloge se mjenjaju.
Utakmica počinje izvođenjem početnog udarca. Lopta se postavlja na specijalno postolje (kicking tee) na crtu koja označava 30 jardi polovine terena obrambene ekipe, a određeni igrač iz obrambene ekipe (kicker) je šutira što dublje u polovinu protivnika. Određeni igrač iz specijalnog tima napadačke ekipe (kick return man) pokušava uhvatiti loptu i trčanjem osvojiti čim više jardi. Mjesto na kome je ovaj igrač zaustavljen je mjesto s koga napadačka ekipa započinje svoj napad (drive).
Napredak u američkom nogometu se mjeri u jardima (1 yard = 91.44cm). Cilj napadačke ekipe je da osvoji što više jardi i tako se što više približi protivničkoj end zoni. Na početku napada napadačka ekipa ima četiri pokušaja da osvoji 10 jardi i time osvoji novi prvi pokušaj, odnosno novu seriju od četiri pokušaja za osvajanje novih 10 jardi. Ako napadačka momčad ne uspije iz četiri pokušaja osvojiti 10 jardi, gubi posjed lopte. U najvećem broju slučajeva napadačka ekipa samo prva tri pokušaja koristi za osvajanje novih 10 jardi, dok se četvrti pokušaj koristi za ispucavanje lopte nogom (punt), kako bi se početak napada protivničke ekipe što više udaljio od vlastite end zone. A ako je ekipa dovoljno blizu protivničkog gola, iskorištava zadnji, četvrti, pokušaj za pucanje na gol.
Svaka akcija počinje izvođenjem takozvanog snapa. Na početnoj crti napada, koja predstavlja mjesto na terenu na kome je završena prethodna akcija i počinje naredna, vođa navale glasno šifrirano najavljuje varijantu sljedeće akcije i igrač ispred njega, centar, dodaje mu loptu kroz noge, a onda ju vođa navale može baciti, uručiti ili sam trčati s njom.

### Osvajanje prostora
Postoje dva načina za osvajanje prostora. Prvi način je probijanje (engl. run). Vođa navale (engl. quarterback) uručuje loptu probijaču (engl. running back, half back) koji pokušava trčanjem s loptom u rukama osvojiti što više jardi. Važno je napomenuti da i vođa navale također može osvajati prostor trčanjem ako za to ima prilike. Drugi, a ujedno i najčešći način za osvajanje prostora je dodavanje (engl. pass). U najvećem broju slučajeva dodavanje izvodi vođa navale, iako dodavanje može izvesti i bilo koji drugi ofenzivni igrač, obično u cilju zbunjivanja protivničke obrane. Tako da dodavanje može izvršiti bilo koji igrač napadačke ekipe sve dok se mjesto s koga se izvodi dodavanje nalazi iza crte s koje je počeo napad. Dodavanje je kompletno kada jedan od igrača napadačke ekipe, najčešće hvatač (engl. wide receiver) uhvati loptu prije nego što ona dodirne zemlju. Igrač koji uhvati dodavanje ima pravo da dalje osvaja prostor trčanjem dok ga ne zaustavi protivnička obrana. Ako lopta dodirne zemlju prije nego što je bilo ko uhvati, to se naziva nepotpuno dodavanje (engl. incoplete pass). Dodavanje je dosta rizičnije od probijanja jer lako može doći do presijecanja (engl. interception), ali se uspješnim dodavanjem lakše osvaja veći broj jardi nego probijanjem.
Također treba napomenuti da napad po jednom pokušaju ima pravo na samo jedno dodavanje prema naprijed i to dodavanje mogu izvršiti samo iza crte s koje je napad počeo, dok se dodavati unatrag ili u stranu (engl. lateral pass) mogu koliko god žele i to na bilo kojoj poziciji na terenu i bilo kada dok akcija traje. Bočni pas se ne koristi često zbog prevelikog rizika da se ne izgubi lopta, jer kod bočnog pasa ne vrijedi pravilo nekompletnog dodavanja, tj. ako kojim slučajem lopta padne na tlo ona postaje živa lopta i tko ju prvi uhvati njegova je.
U obrani s druge strane je obaranje (engl. tackle) način zaustavljanja protivničkog napada i on predstavlja hvatanje i obaranje protivničkog igrača koji nosi loptu. Igrač je oboren kada barem jednim koljenom dodirne tlo i akcija se tada prekida. Akcija se prekida i u slučaju kada igrač koji nosi loptu izađe van terena.
Napad loptu može izgubiti na tri načina, a to su: 
- ako u 4 pokušaja (engl. downa) ne prođu 10 ili više jardi
- živa lopta (engl. fumble) - Ako igrač napadačke ekipe ispusti loptu ili mu ona bude izbijena iz ruku prije nego što barem jednim koljenom ne dotakne tlo, vrijedi pravilo žive lopte i tada posjed lopte dobiva ona ekipa koja prva dođe do nje. Bilo koji igrač na terenu iz obje ekipe može uhvatiti živu loptu i nastaviti trčati s njom dok ga netko ne zaustavi. Živa lopta također vrijedi i kod nekompletnog dodavanja unazad ili u stranu, tj. neuspjelog dodavanja unazad ili u stranu.
- presječena lopta (engl. interception) - Dobrom igrom obrana može doći do lopte presjecanjem protivničkog dodavanja. Tj. hvatanjem lopte koju je protivnički vođa navale uputio svojim hvatačima. U tom slučaju obrambeni igrač koji je presjekao loptu može njome trčati i osvajati prostor dok ga netko iz protivničke ekipe ne obori na tlo.

### Vrijeme utakmica
Utakmica je podjeljena na četiri perioda u trajanju od po 15 minuta (engl. quarters). Pauza između prve i druge kao i između treće i četvrte četvrtine je 2 minute, dok je pauza između druge i treće četvrtine (engl. half-time) 12 minuta. Akcije između prve i druge kao i između treće i četvrte četvrtine se ne prekidaju, tj. timovi nastavljaju tamo gdje su stali prije pauze. To nije slučaj kada je u pitanju poluvrijeme odnosno prekid između druge i treće četvrtine. Treća četvrtina počinje izvođenjem početnog udarca (engl. kick-off) kao i na početku utakmice.
Napadački tim ima na raspolaganju 40 sekundi za pripremu svake akcije (period od trenutka kada im je napad dodijeljen do trenutka početka izvođenja nove akcije).
Vrijeme se zaustavlja kada igrač izađe izvan terena, u slučaju nekompletnog dodavanja i kada sudac dosudi prekršaj.
Ako se utakmica završi neriješenim rezultatom u regularnom vremenu, igra se produžetak od 15 minuta (overtime) u kome važi pravilo zlatnog gola ili iznenadne smrti (engl. sudden death), tj. utakmica se završava u trenutku kada jedan tim postigne poen i taj tim se proglašava pobjednikom. Posjed lopte se na početku produžetka određuje bacanjem novčića kao i na početku utakmice. U europskoj verziji američkog nogometa (NFL Europe) u produžetku je svaka ekipa barem jedanput morala biti u napadu.

## Postave
Svaki tim ima tri međusobno nezavisne postave: napad, obranu i specijalan tim (engl. special team). Napad je u igri kada je tim u posjedu lopte, a obrana kada je protivnik u posjedu lopte, dok specijalni tim ulazi u igru u situacijama kada se izvode udarci nogom, kao što su ispucavanje (engl. punt), šut za tri poena (engl. field goal) i početni udarac (engl. kickoff).

### Napad
Kada je ekipa u posjedu lopte na terenu se nalazi njena napadačka postava (offense). Od jedanaest igrača na terenu samo njih petorica imaju pravo biti u kontaktu s loptom, a to su: vođa navale (quarterback), krilni hvatači (wide receivers), hvatači i trkači (running backs). vođa navale(quarterback) je mozak ekipe i od njega potječu sve akcije. Ostali igrači sačinjavaju takozvanu ofenzivnu crtu (offensive line) čiji je zadatak blokirati obrambene igrače protivničke ekipe i tako zaštite svoje napadače, a prije svega vođu navale. Znači, jednu napadačku postavu sačinjavaju sljedeći igrači:
- centar - dodaje loptu vođi navale i poslije toga ga štiti od protivničke obrane;
- vođa navale - organizira napad, dodaje loptu hvatačima ili je uručuje trkačima, a može i sam trčati s njom;
- dva obarača i 2 beka - uz centra čine takozvanu ofenzivnu crtu, blokiraju obranu i tako štite svoje napadače, a prije svega vođu navale;
- 2 do 4 krilna hvatača - hvataju dodavanja i dalje osvajaju prostor trčanjem;
- 1 ili 2 probijača/trkača - preuzimaju loptu od vođe navale i osvajaju prostor trčanjem;
- hvatači (1 ili 2) - blokiraju obrambene igrače, a mogu i hvatati dodavanja, ovisi o odabranoj akciji.

U napadu svaki tim koji napada ima četiri pokušaja da osvoji 10 jardi

### Obrana
Zadatak obrambene postave je jasan. Zaustaviti osvajanje prostora napadačke ekipe i što prije preuzeti posjed lopte. Obrambenu postavu sačinjavaju sljedeći igrači:
- linebackers (3) - nalaze se odmah iza obrambene crte, zaustavljaju trkače ili vođu navale u osvajanju prostora s loptom, srednji linebacker (middle linebacker/MLB) je najvažniji igrač u obrani;
- obrambena crta (defensive line) - pokušavaju probiti ofanzivnu crtu protivničke ekipe koja štiti vođu navale, čine je defensive tackle (2) i defensive end (2);
- cornerbacks (braniči) (2) - brane dodavanja vođe navale ka krilnim hvatačima, a također i pomažu u zaustavljanju trčanja;
- safety (2) - brani dodavanja vođe navale ka krilnim hvatačima, a također i pomaže u zaustavljanju trčanja.

### Specijalni tim
Ulazi u igru u situacijama kada se izvode udarci nogom, kao što su ispucavanje, šut na gol i početni udarac. Specijalni tim se sastoji od šutera (puca na gol i ispucava početni udarac) i ispucavača (ulazi u igru kad treba ispucati loptu čim dalje od svog kraja zone).

## Bodovanja
U američkom nogometu se može poentirati na četiri različita načina, pri čemu svaki način donosi različit broj poena.

### Polaganje
Polaganje (engl. touchdown) je glavni način poentiranja koji donosi najveći broj poena. Njegova vrijednost je 6 poena. Polaganje se može postići na više načina i to: unošenjem lopte u protivnički kraj zone, hvatanjem dodavanja u protivničkom kraju zone ili hvatanjem ničije lopte u protivničkom kraju zone. Postignuto polaganje omogućava napadačkoj ekipi i dodatni pokušaj za osvajanje ekstra poena čija je vrijednost 1 poen ili ako im treba ekipa se može odlučiti da pokuša osvojiti dodatnih 2 poena (engl. two point conversion).

### Ekstra poen i pretvaranje u dva poena
Neposredno poslije postignutog polaganja, lopta se postavlja na crtu koja označava 2 jarda od protivničkog kraja zone. Napadačka ekipa u tom slučaju ima dvije opcije. U najvećem broju slučajeva izvodi se ekstra poen, pri čemu šuter napadačke ekipe treba šutnuti loptu kroz gol i tada napadačka ekipa dobiva 1 poen. Ovaj udarac se još naziva i PAT, što je skraćenica od engleskog Point After Touchdown (hrv. bod nakon polaganja). Druga varijanta koju napad može birati je pretvaranje za dva poena, pri čemu napadačka ekipa treba unijeti loptu u kraj zone protivničke ekipe na isti način kao kada se postiže polaganje, a ako uspije u tome dobiva 2 poena. 

### Gol
Ako napad ne može postignuti polaganje, mogu u bilo kojem trenutku u igri pokušati pucati na gol, ako uspiju pogoditi gol on im donosi 3 poena. 
Na gol se puca ako je ekipa u povoljnoj poziciji za udarac (dovoljno blizu gola), a već su potrošili tri pokušaja ili ako gube za tri ili manje poena, a na satu je preostalo premalo vremena za išta drugo. Isto tako i ako su u povoljnoj poziciji a preostalo je premalo vremena na poluvremenu.

### Safety
Još jedan način poentiranja, iako rijedak, je takozvana sigurnost (engl. safety). Ako igrača napadačke momčadi sruše s loptom u svom kraju zone protivnička ekipa osvaja 2 poena i loptu.

## Osnovna strategija
Američki nogomet kao jedan od najdinamičnijih športova se može opisati kao partija šaha između dvije ekipe. Svaki tim u knjizi igranja (engl. playbook) ima na desetke pa i na stotine akcija koje su im na raspolaganju i koje su marljivo uvježbavali. Neke akcije su jako sigurne i pomoću njih je vrlo vjerojatno da će ekipa osvojiti nekoliko jardi, ali ništa više od toga. Druge akcije su rizične ali ako se dobro izvedu mogu osvojiti puno prostora.
Generalno govoreći, probijanje je puno manje riskantno od dodavanja, iako postoje relativno sigurne akcije dodavanja i nešto riskantnije akcije probijanja. Kako bi se zavaralo obranu postoje akcije dodavanja koje na prvi pogled izgledaju kao akcije probijanja i obratno. Isto tako postoji mnogo trik akcija gdje se napad posloži kao da će pucati na gol ili ispucavati loptu, ali onda dodaje loptu, sve da bi se zbunilo obranu. Takve trik akcije su najrjeđe i predstavljaju najveći rizik te ako se ne izvedu dobro mogu značiti katastrofu za napad.
Još davno je netko rekao kako je američki nogomet šport koji najviše podsjeća na pravi rat, svaka akcija donosi nove napetosti i trener ima veću ulogu u timu nego li u bilo kojem drugom športu.

## Američki nogomet kao sport
Američki nogomet je jedan od najnasilnijih športova, kako bi obrana zaustavila napad da osvoji čim više jardi (prostora), obrana mora oboriti igrača s loptom čim prije i treba ga udariti jako. Iako je američki nogomet kao šport dosta nasilan postoje mnoge restrikcije. Obrambeni igrači ne smiju rukom ili nogom nikada udarati protivničkog igrača koji nosi loptu, isto tako ne smiju mu podmetati nogu. Protivničkog igrača ne smiju nikada dirati ili vući za kacigu, obariti ga vlastitom kacigom ili podići i oboriti ga na tlo. Jasno, svako nepotrebno nasilje se jako kažnjava.
Kako bi se igrači zaštitili od preozbiljnih ozljeda, oni moraju nositi zaštitnu opremu kao što je kaciga na glavi, štitnike za ramena, prsa, koljena i druge dijelove tijela. Zaštitna oprema je uvedena davno i s vremenom usavršavana.
Iako su se kroz povijest prilagođavala pravila koja su donekle uspjela smanjiti ozljede i uvedena je znatno bolja oprema, ozljede su i dalje česte. Isto tako profesionalne lige imaju velikih problema s korištenjem dopinga i steroida što znatno šteti reputaciji samog športa.
Mnogi su dosad kritizirali šport zbog njegove nasilnosti. U nekim američkim školama je zabranjeno igrati am. nogomet punog kontakta (engl. full contact) pa je izmišljen takozvani am. nogomet s dodirom (engl. touch football) gdje igrača treba dotaknuti s obadvije ruke umjesto da ga se obara, i am. nogomet sa zastavicama (engl. flag football), gdje igrači oko svojega struka imaju svezanu jednu ili više marama, pa se igraču koji nosi loptu, umjesto da ga se obara, samo treba potegnuti maramu/zastavicu s tijela i ne postoji nikakav rizik za ozljede. Zbog toga je am. nogomet sa zastavicama postao popularan rekreacijski šport u posljednje vrijeme.

## Klubovi u Hrvatskoj
Zagreb Thunder, Zagreb Capitals, Split Sea Wolves, Bjelovar Greenhorns, Zagreb Raiders, Osijek Cannons, Cibale Centurions Vinkovci, Velika Gorica Buffaloes, Ogulin Knights, Slavonski Brod Guardians, Teutoburgium Pitbulls Dalj, Zaprešić Saints, Zagreb Patriots, Sveta Nedelja Vikings, Dubrovnik Sharks.

## Vanjske poveznice
- Američki nogomet u Hrvatskoj  Arhivirana inačica izvorne stranice od 20. listopada 2011. (Wayback Machine)
- Ogulin Knightsi preokretom do naslova[neaktivna poveznica]